# Doodlebug: Bug-Bash II
Doodlebug - Bug-Bash II is een videospel voor de Commodore Amiga en de Atari ST. Het spel werd uitgebracht in 1992. Het spel is een horizontaal scrollend platformspel.

## Ontvangst
| Beoordeeld door | Jaar | Platform | Score |
| --------------- | ---- | -------- | ----- |
| Amiga Power     | 1992 | Amiga    | 83%   |
| ST Format       | 1993 | Atari ST | 83%   |
| Amiga Action    | 1992 | Amiga    | 76%   |
| Amiga Games     | 1993 | Amiga    | 70%   |
| CU Amiga        | 1992 | Amiga    | 70%   |
| Power Play      | 1992 | Amiga    | 65%   |
| Amiga Joker     | 1992 | Amiga    | 65%   |